# Mur païen de Bad Dürkheim

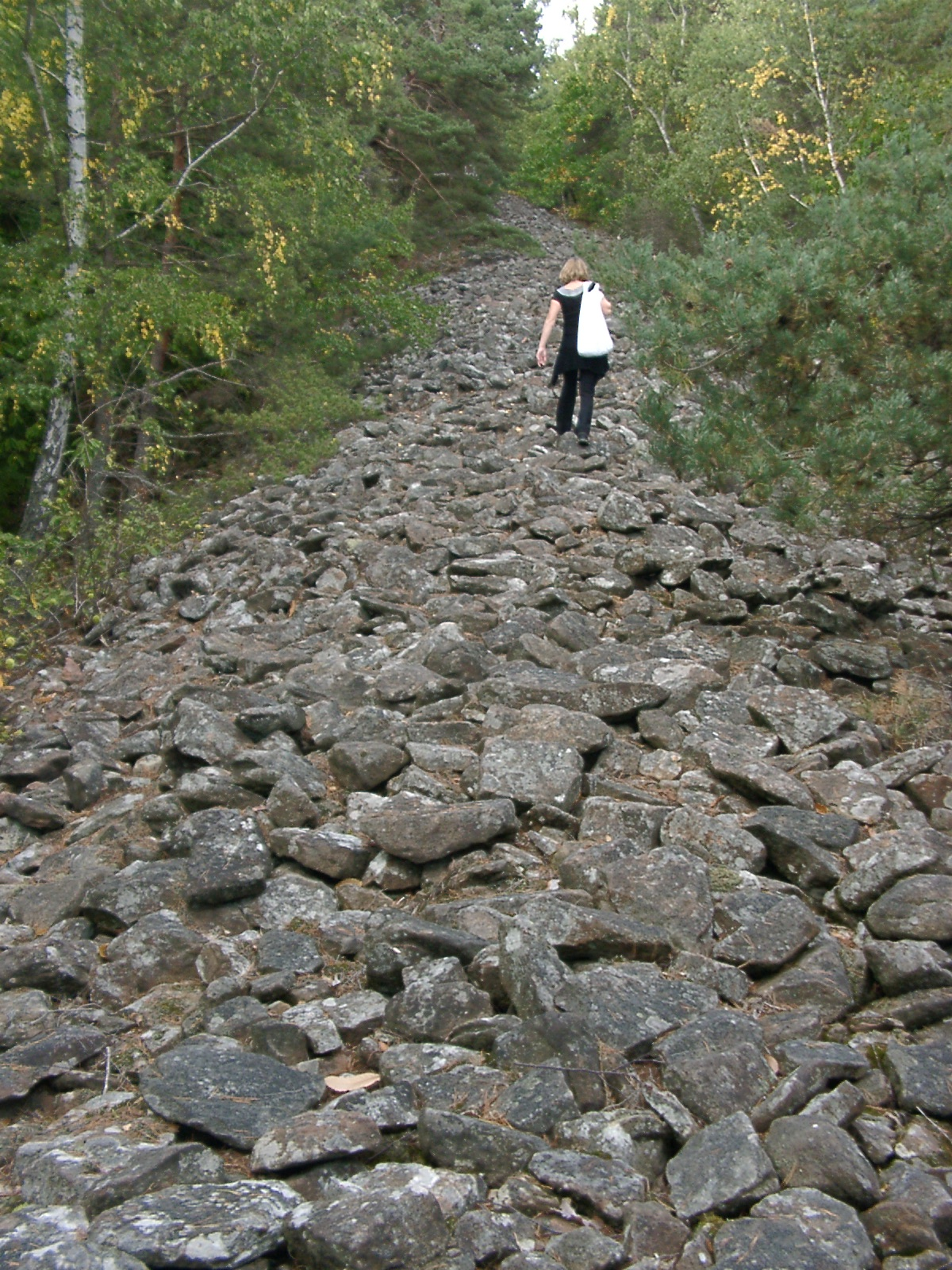
L'Heidenmauer

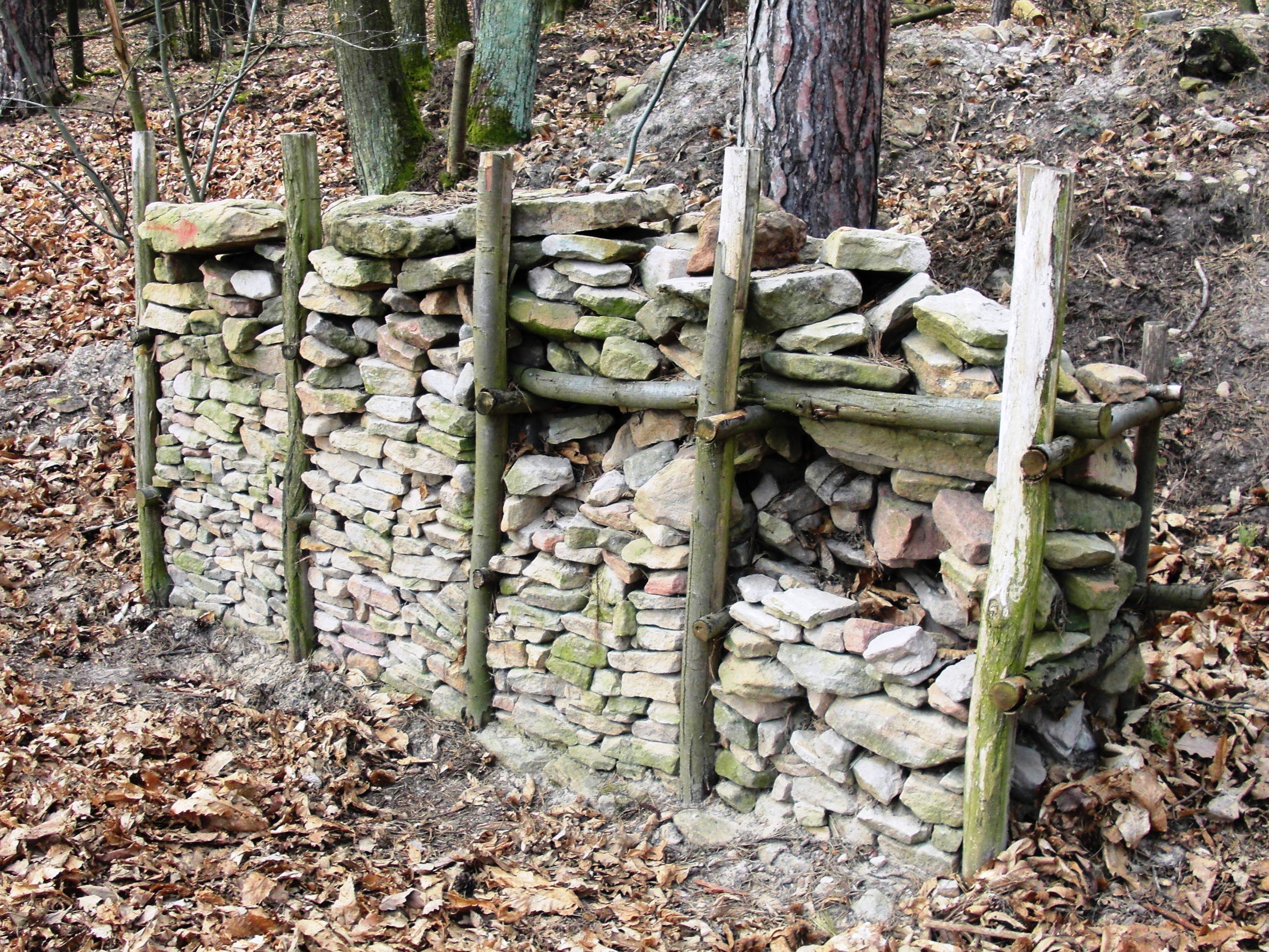
Reconstitution de l'Heidenmauer.

Le Mur païen de Bad Dürkheim (Heidenmauer en allemand : mur païen) est un rempart circulaire qui fut construit par les Celtes près de l'actuelle ville de Bad Dürkheim. Long de 2,5 km, il daterait des Années 500 av. J.-C. et est situé sur une colline. Conçu comme un murus gallicus, le bois a disparu et ne restent que les pierres.